# Litchfield (Nebraska)
Litchfield je selo u američkoj saveznoj državi Nebraska. Prema popisu stanovništva iz 2010. u njemu je živjelo 262 stanovnika.